# 혼다 인테그라
혼다 인테그라(Honda Integra)는 혼다 기연 공업에서 제작한 2도어 쿠페 및 4도어 세단이다. 차명인 인테그라는 영어 단어 Integrate(통합시키다)에서 따온 조어이다.

## 1세대(AV/DA)

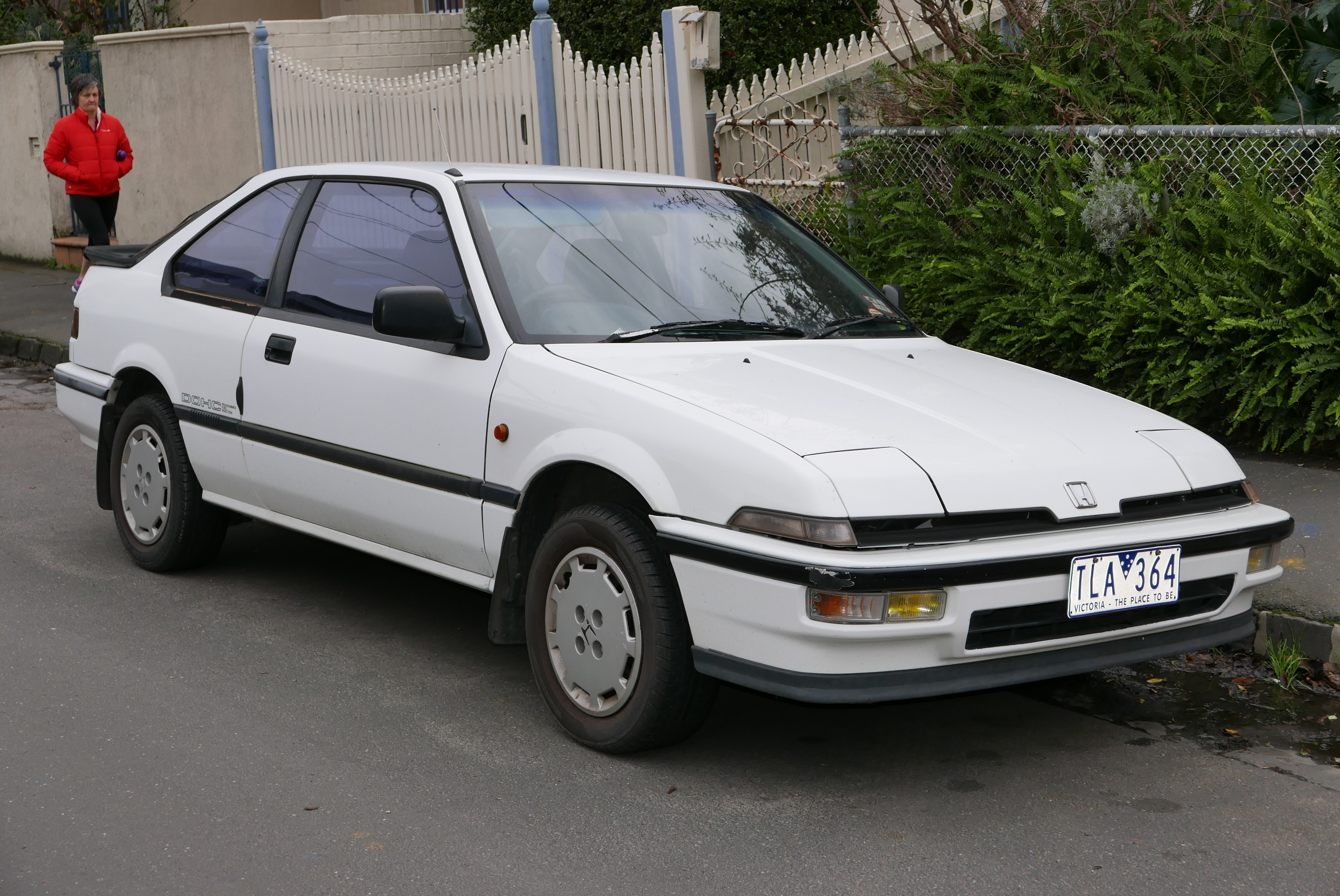
혼다 퀸트 인테그라(3도어해치백) 정측면

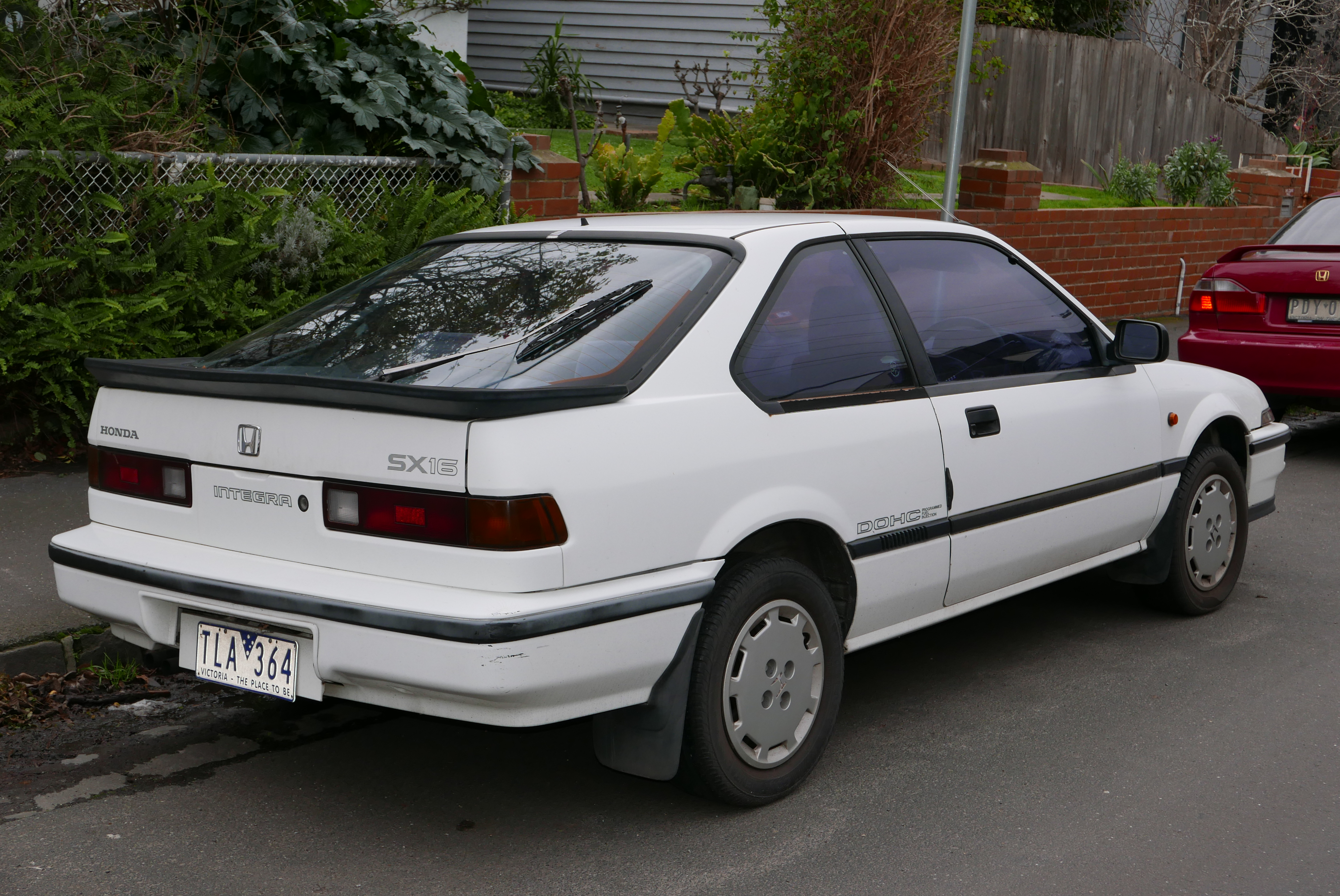
혼다 퀸트 인테그라(3도어해치백) 후측면

기존에 생산하던 퀸트가 풀 모델 체인지를 거쳐 인테그라라는 서브 네임을 더해 1985년 2월에 출시되었다. 그 당시로는 드물었던 DOHC 엔진을 모든 트림에 탑재하여 스포티한 이미지를 내세웠다. 미국에서는 어큐라 브렌드로 판매되었다. 퀸트가 판매 부분에 있어 실패했기 때문에 3도어 해치백이 먼저 선보였고, 같은 해 11월에 5도어 해치백이 추가되었다. 이듬해인 1986년 10월에는 4도어 세단이 선보여 라인업을 완성하였다. 초창기에는 1.6ℓ DOHC MPI 엔진(ZC, 120마력)과 1.6ℓ DOHC 카뷰레터 엔진(ZC, 100마력)을 사용하였으나, 1.5ℓ SOHC 엔진(EW, 76마력)을 추가하였다. 1987년 10월에 마이너 체인지를 통해 1.6ℓ DOHC MPI 엔진(ZC)이 120마력에서 130마력으로 향상되었고, 앞 범퍼 디자인과 실내 디자인이 바뀌었다.

## 2세대(DA/DB)

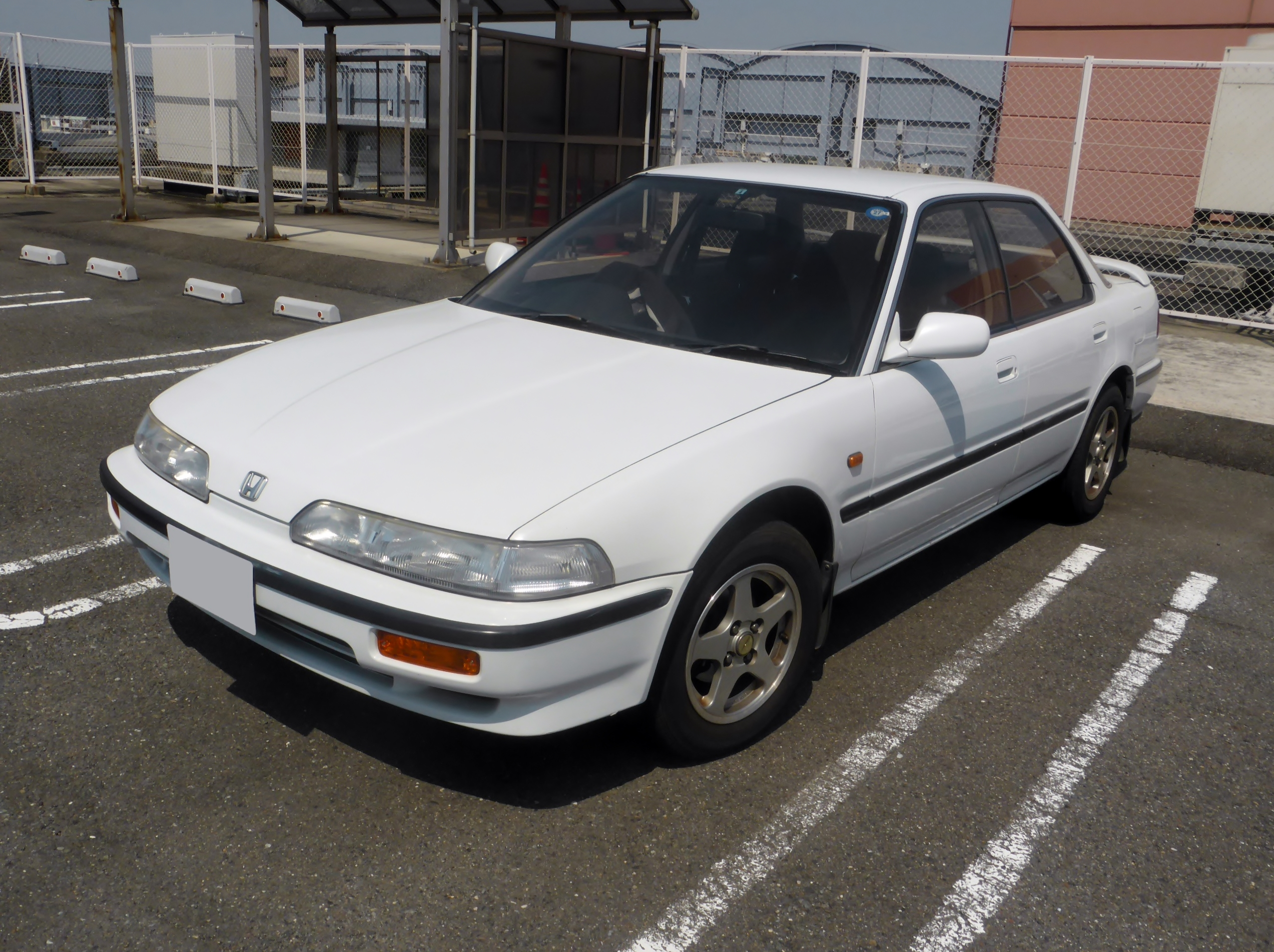
혼다 인테그라(4도어세단) 정측면

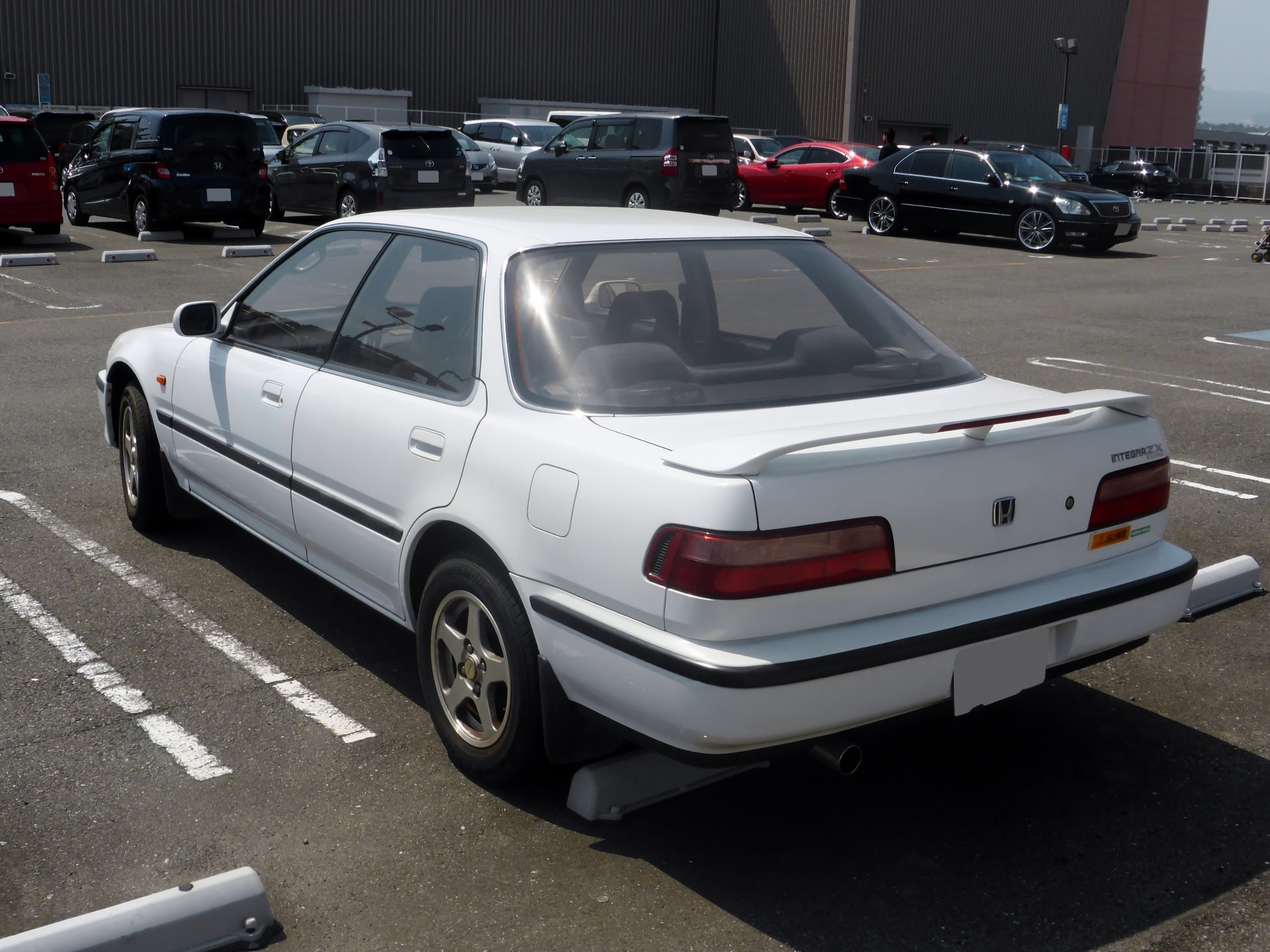
혼다 인테그라(4도어세단) 후측면

풀 모델 체인지를 거쳐 인테그라로 독립되었다. 3도어 쿠페는 1989년 4월에, 4도어 세단은 5월에 출시되었다. 시빅(4세대)랑 서스펜션 부품을 공유하였으며, 첫 VTEC 엔진을 탑재한 차량이 되었다. 1992년 8월에는 스페셜 트림인 ZX 스페셜 셀렉트를 내놓았으며, 1993년 5월까지 생산되었다. 당시 1.6ℓ DOHC VTEC 엔진(B16A, 160마력, 4단 자동변속기 장착시 150마력)과 1.5ℓSOHC 엔진(ZC,120마력) 등 2가지를 사용하였으며,여기에4단 자동변속기와 5단 수동변속기를맞물렸다.

## 3세대(DC/DB)

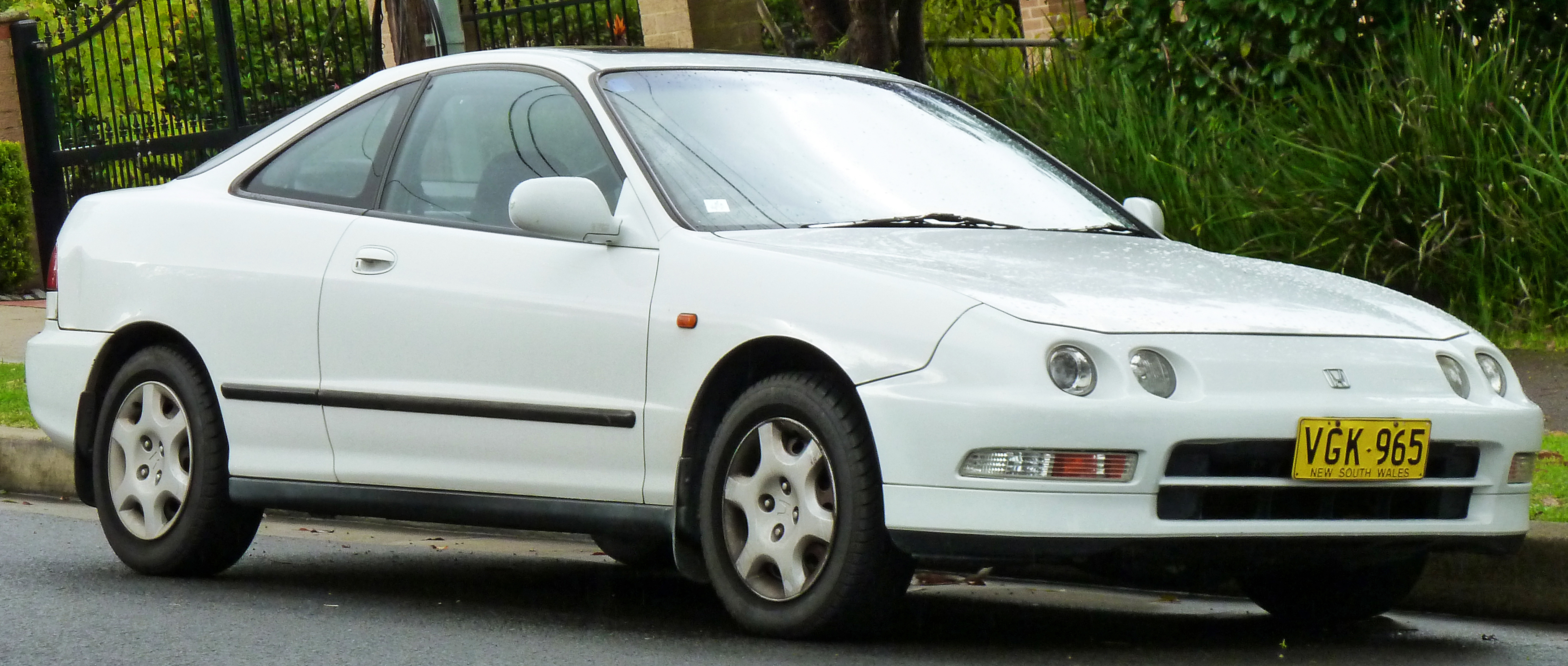
혼다 인테그라(3도어쿠페전기형) 정측면

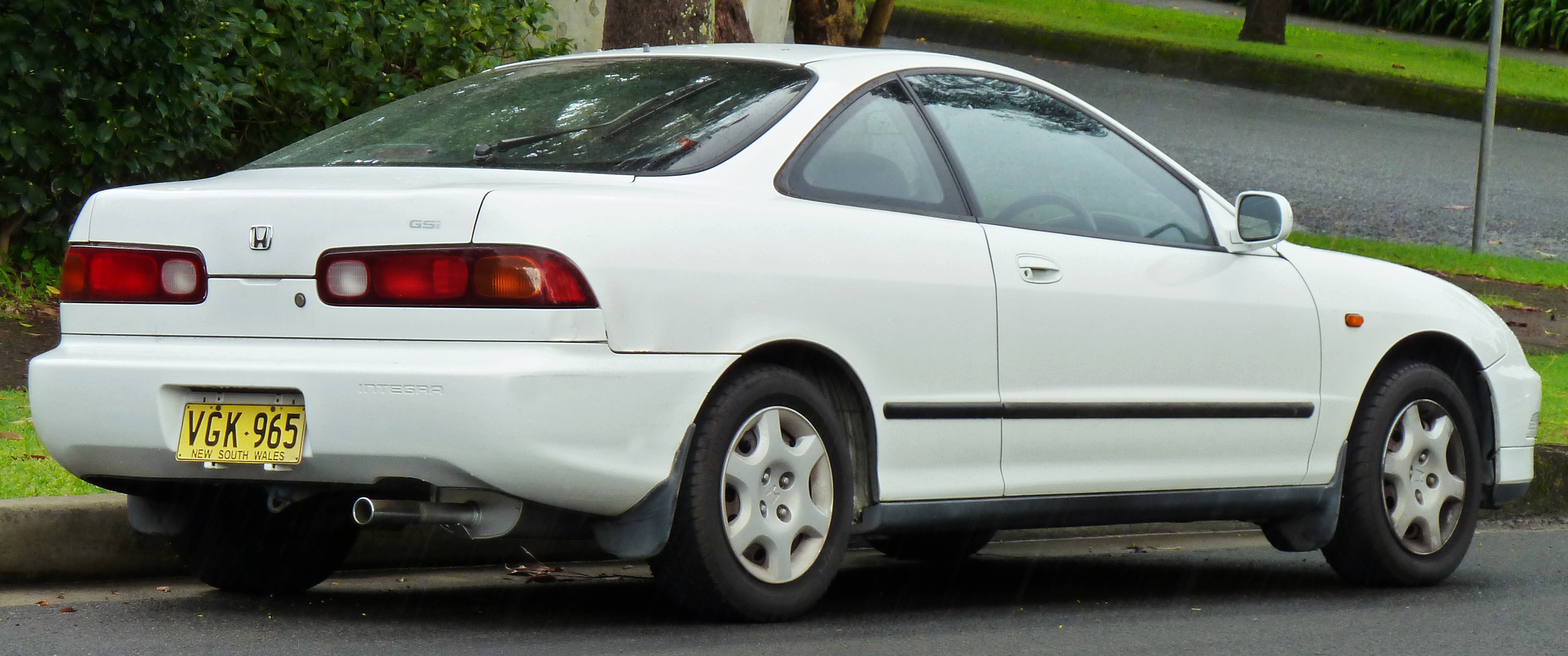
혼다 인테그라(3도어쿠페전기형) 후측면

3도어 쿠페는 1993년 5월에, 4도어 세단은 7월에 발매하였다. 시빅(5세대)랑플랫폼을 공유하며, 초창기에는 4등식 원형 헤드 램프가 장착되었다. 1.8ℓ DOHC VTEC 엔진(B18C, 180마력), 1.8ℓ DOHC VTEC 엔진(B18B, 145마력), 1.6ℓ SOHC 엔진(ZC, PGM-FI는 120마력, CV 듀얼캡은 105마력) 등 3가지를 사용하였으며, 이 세대에서 유일하게 4륜구동 시스템을 맞물렸다. 해외에서는 인기를 끌어 4등식 원형 헤드 램프를 그대로 사용해왔으나, 일본에서는 큰 인기를 얻지 못하여 1995년 8월에 페이스 리프트를 거쳐 수평형 헤드 램프로 바뀌게 된다. 같은 시기에 고성능 트림인 타입 R이 선보였는데, 3도어 쿠페와 4도어 세단에 그대로 적용되었다. 타입 R은 경량화에 초점을 맞추어 에어컨, 카 오디오, 차음재 등을 삭제하였으며, 앞 유리의 두께도 얇아졌다. 레카로 사에서 만든 버킷 시트를 적용하여 고성능 이미지를 구축하였다. 여기에 엔진도 1.8ℓ DOHC VTEC 스펙 R 엔진(B18C, 200마력)을 장착하여 출력을 20마력 더 향상시켰다. 에어백 장착 유무에 따라 스티어링 휠의 변속비가 달랐으며, 미장착시에는 그보다 더욱 빠른 변속비를 자랑하였다. 1998년 1월에는 연식 변경을 통해 ABS와 듀얼 에어백을 모든 트림에 기본으로 장착하였고, 헤드 램프, 리어 램프, 리어 범퍼의 디자인이 약간 바뀌었다. 타입 R은 타이어의 폭이 195mm에서 215mm로 넓어졌고, 휠의 볼트 체결 수가 4홀에서 5홀로, 15인치에서 16인치로 향상되었으며, 대용량 브레이크 로터와 HID 헤드 램프, 스테인레스 스틸로 제작한 배기 매니 폴드가 적용되었다. 또한 모노코크 바디의 강성을 강화하여 안전성을 높였다. 1999년 12월에 00 Spec이라는 마지막 초기형 타입 R이 등장하였는데, 전용 스포츠 페달과 전동 접이식 아웃사이드 미러, 무선 도어 잠금 장치, 카본 본넷, 프라이버시 글래스를 적용한 타입 R.X 트림이 추가되었다. 이 트림은 특히 센터 콘솔에 제조 순서를 나타내는 일련 번호가 각인되어 있다. 만화 이니셜 D에서는 동당 스쿨의 멤버인 스마일리 사카이의 차량으로도 알려져 있다.

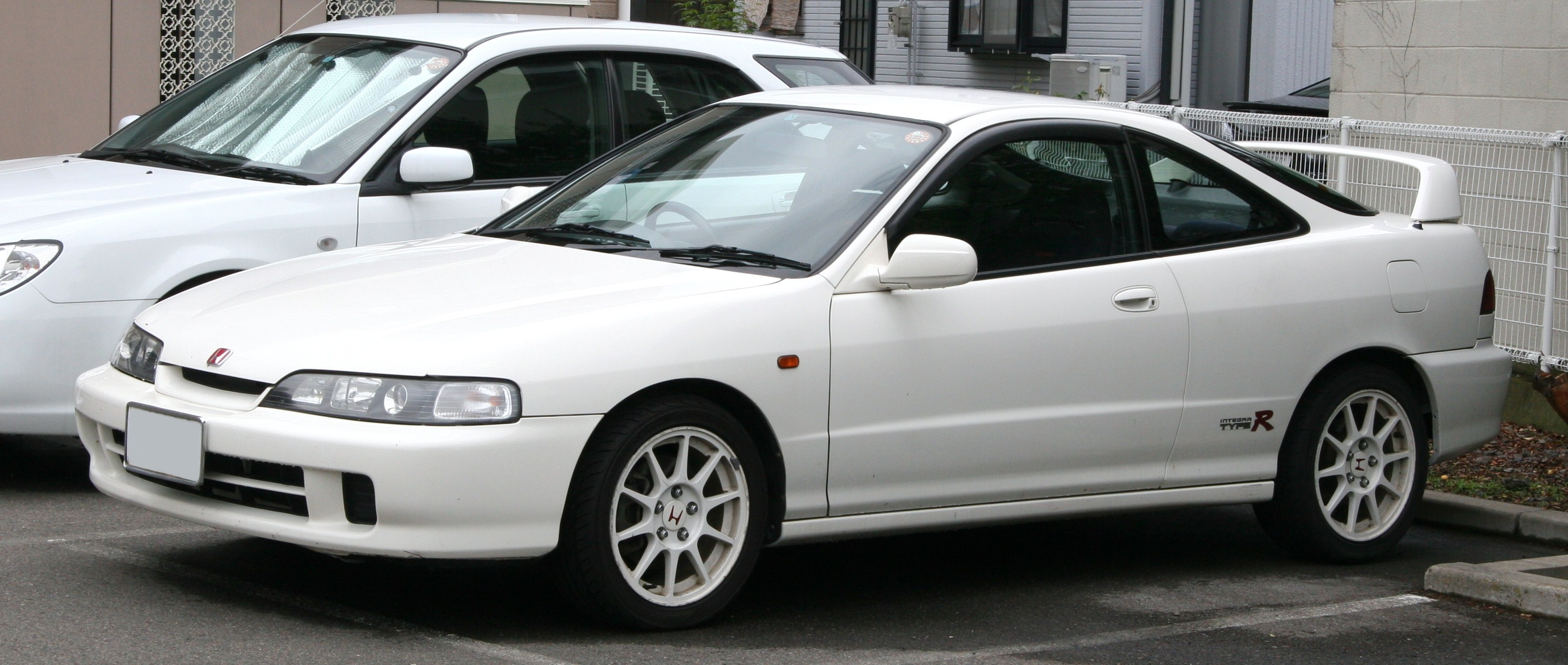
혼다 인테그라 타입 R(3도어 쿠페, 후기형) 정측면
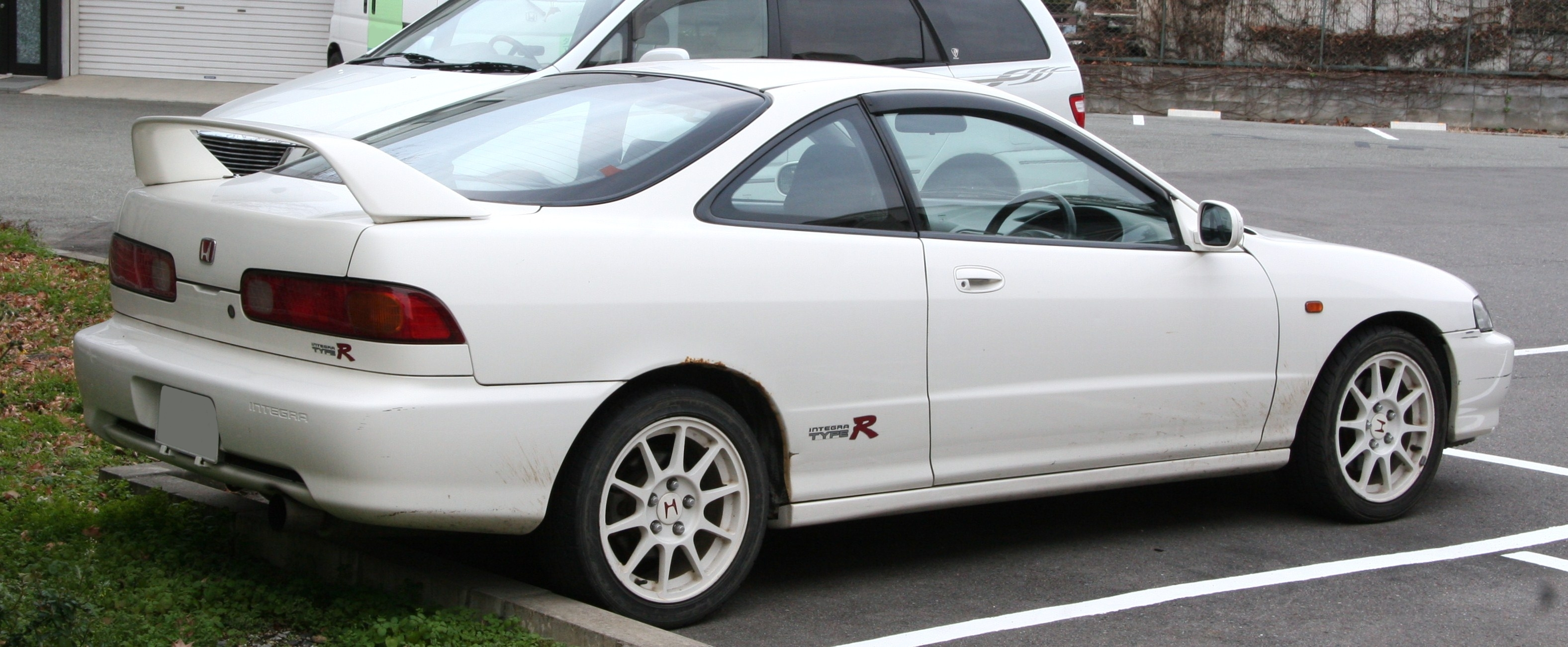
혼다 인테그라 타입 R(3도어쿠페, 후기형) 후측면

## 4세대(DC5)

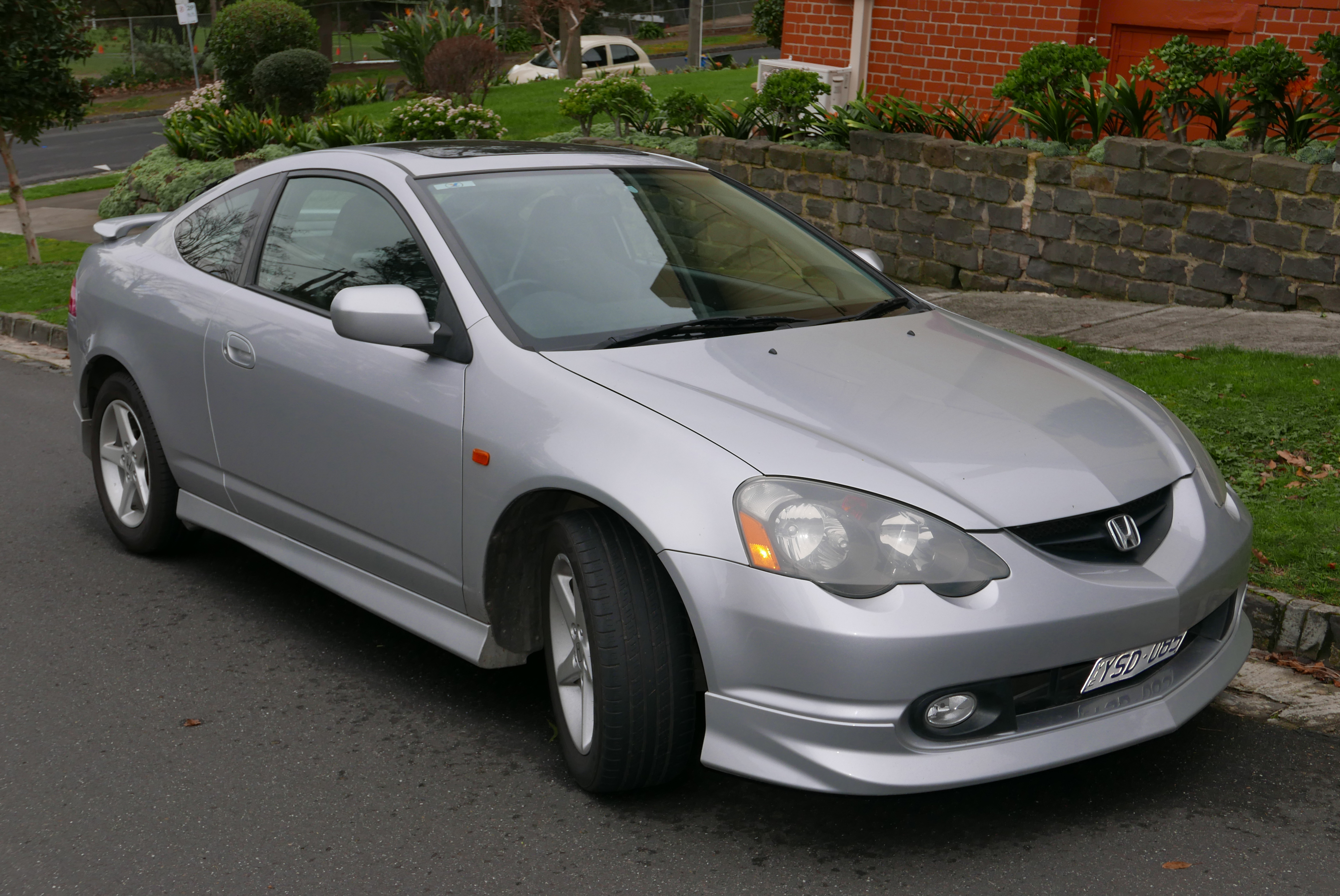
혼다 인테그라(후기형) 정측면

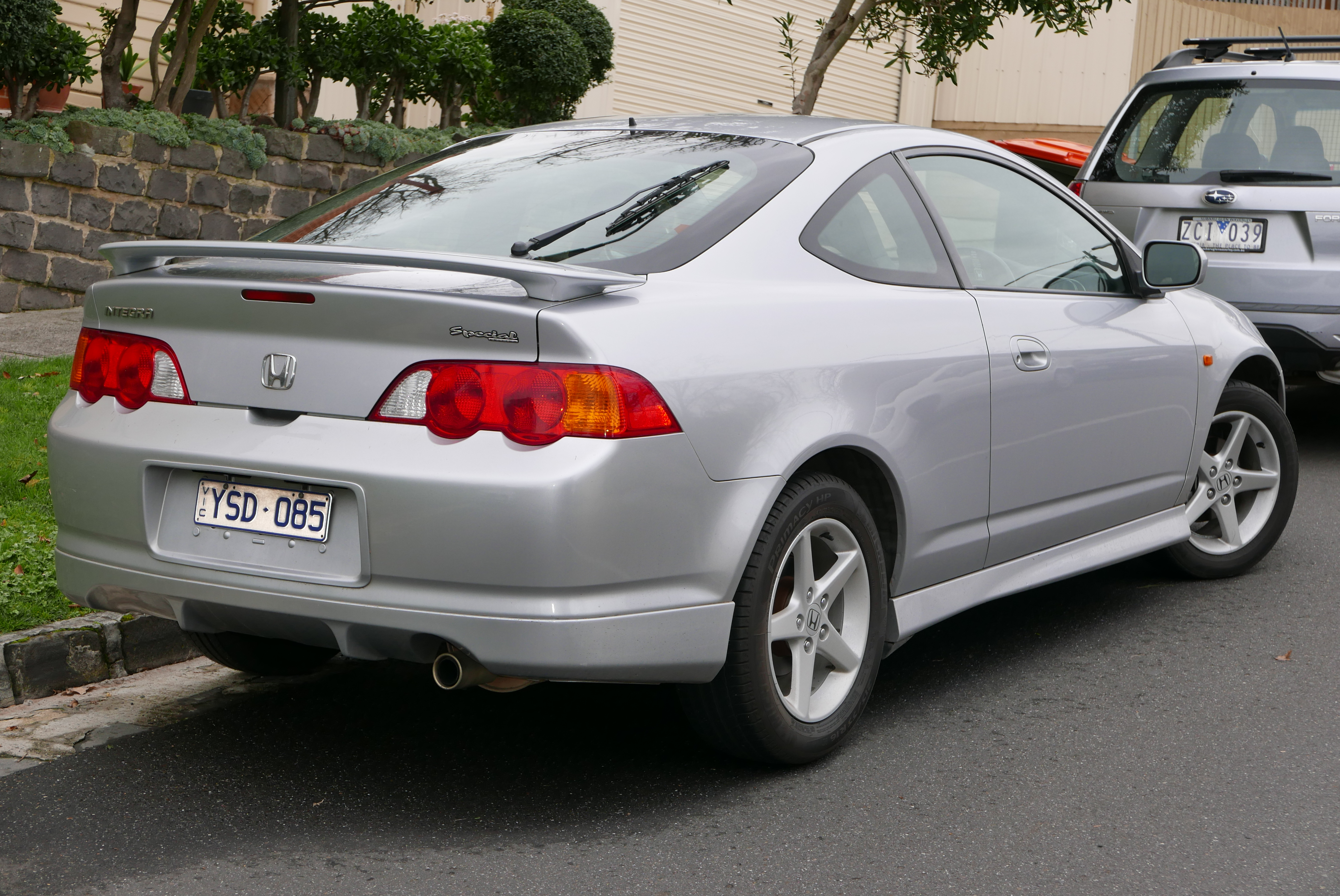
혼다 인테그라(후기형) 후측면

2001년 7월에 풀 모델 체인지를 거쳤다. 기존에 있던 4도어 세단이 단종되고, 3도어 쿠페만 남아 차체 형식도 DC5로 통일되었다. 시빅(7세대)과 플랫폼을 공유하며, 혼다 프렐류드와 통합된 마지막 세대이기도 하다. 2.0ℓ DOHC i-VTEC 엔진(K20A, 160마력, 220마력) 한 가지에 2가지 성향의 다른 출력으로 나뉘었다. 5단 수동변속기와 6단 수동변속기, 5단 자동변속기 등 3가지 중에서 하나가 맞물린다. 타입 R에는 혼다 기연 공업의 차종 최초로 브렘보 사에서 제조한 대용량 브레이크가 적용되었으며, 세계에서 가장 빠른 전륜구동 승용차로 알려져 있다. 2004년 9월에 페이스 리프트를 거쳐 헤드 램프와 리어 램프의 디자인을 고쳤으며, 바디 컬러의 변경과 이모빌라이저가의 적용 등의 개선이 이루어졌다. 2006년 4월에 일본의 쿠페형 승용차 시장의 침체로 인하여 후속 차종 없이 단종되었으며, 이후 미국에서 팔리는 아큐라 RSX 역시 판매가 중단되었다. 1세대와 2세대의 타입 R 트림은 중고차 시장에서 큰 인기를 끌었으며, 상태가 좋은 차량에 한해 높은 가격으로 거래되었다. 2007년에 사이타마현과 도치기현을 중심으로 타입 R 절도 사건이 일어났고, 절도단 7명(20대 절도)이 2008년 2월에 체포되었다. 특히 2세대 타입 R 트림은 1세대의 인기로 인한 영향으로 발매 초부터 도난 사건이 많았으며, 이 영향으로 타입 S 트림까지 보험료가 비싸지는 현상도 일어났다. 일부 손해 보험 회사는 타입 R 보험 인수 불가라고 엄포를 놓기도 했다.

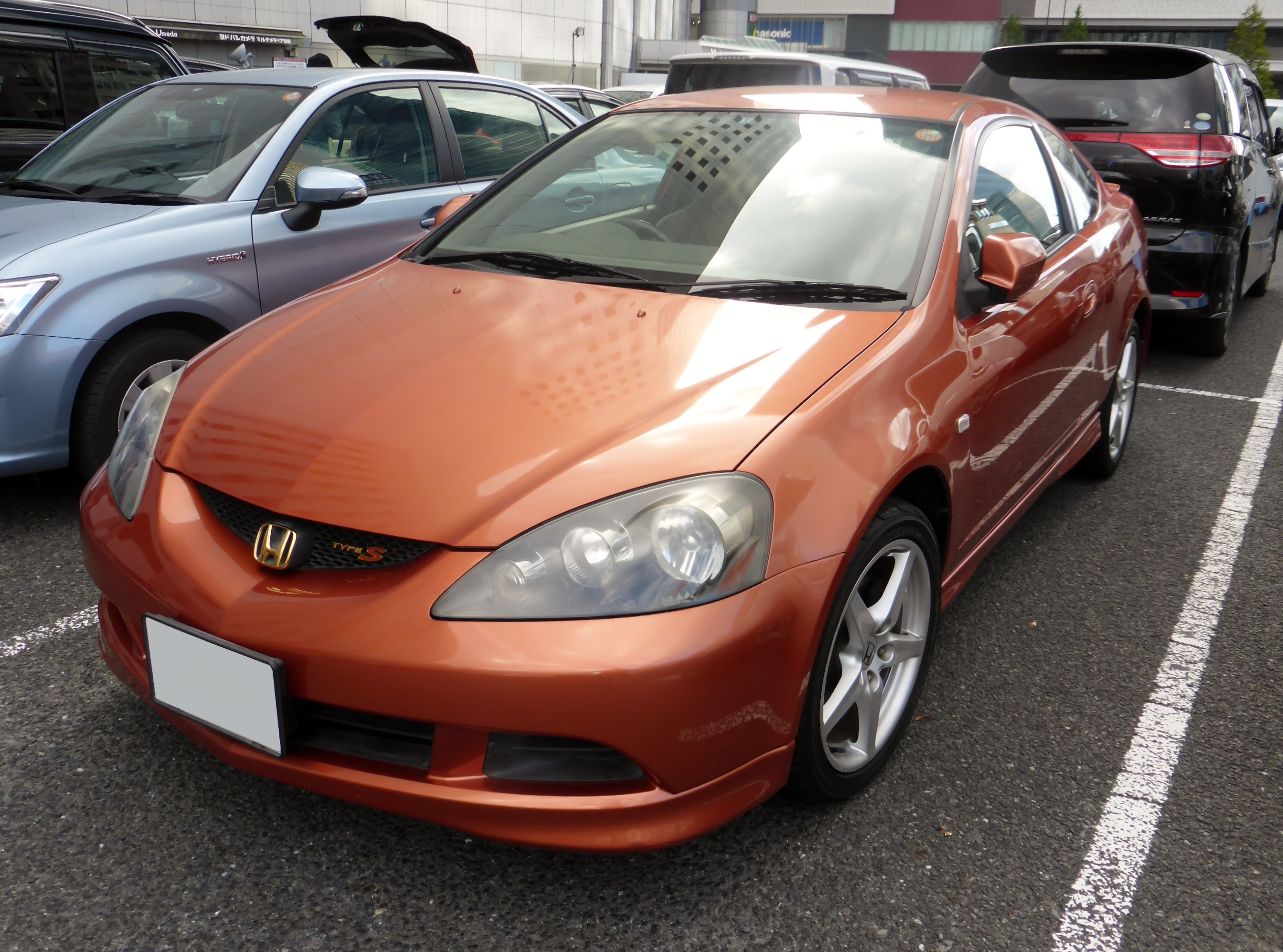
혼다 인테그라(후기형) 정측면
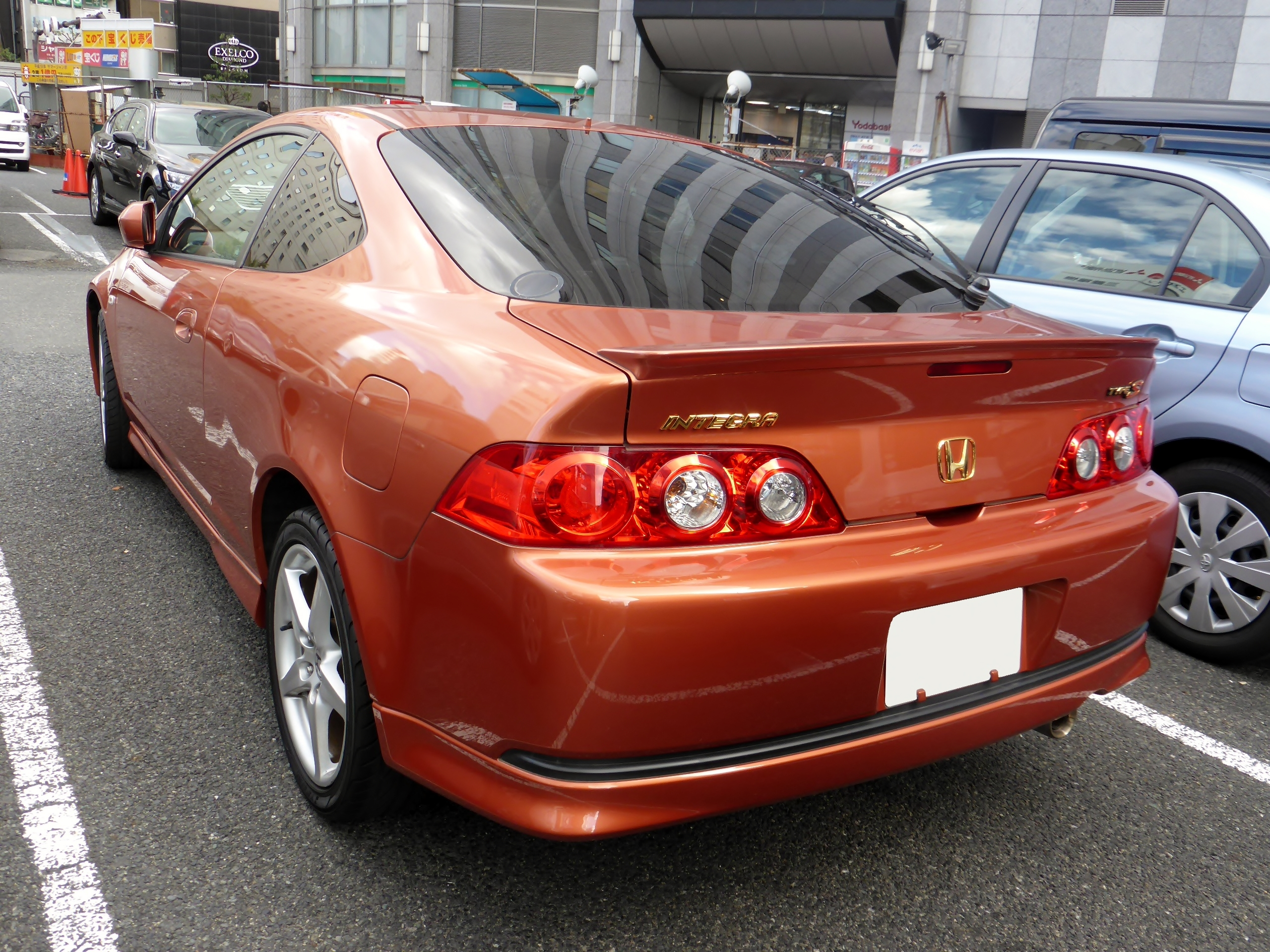
혼다 인테그라(후기형) 후측면
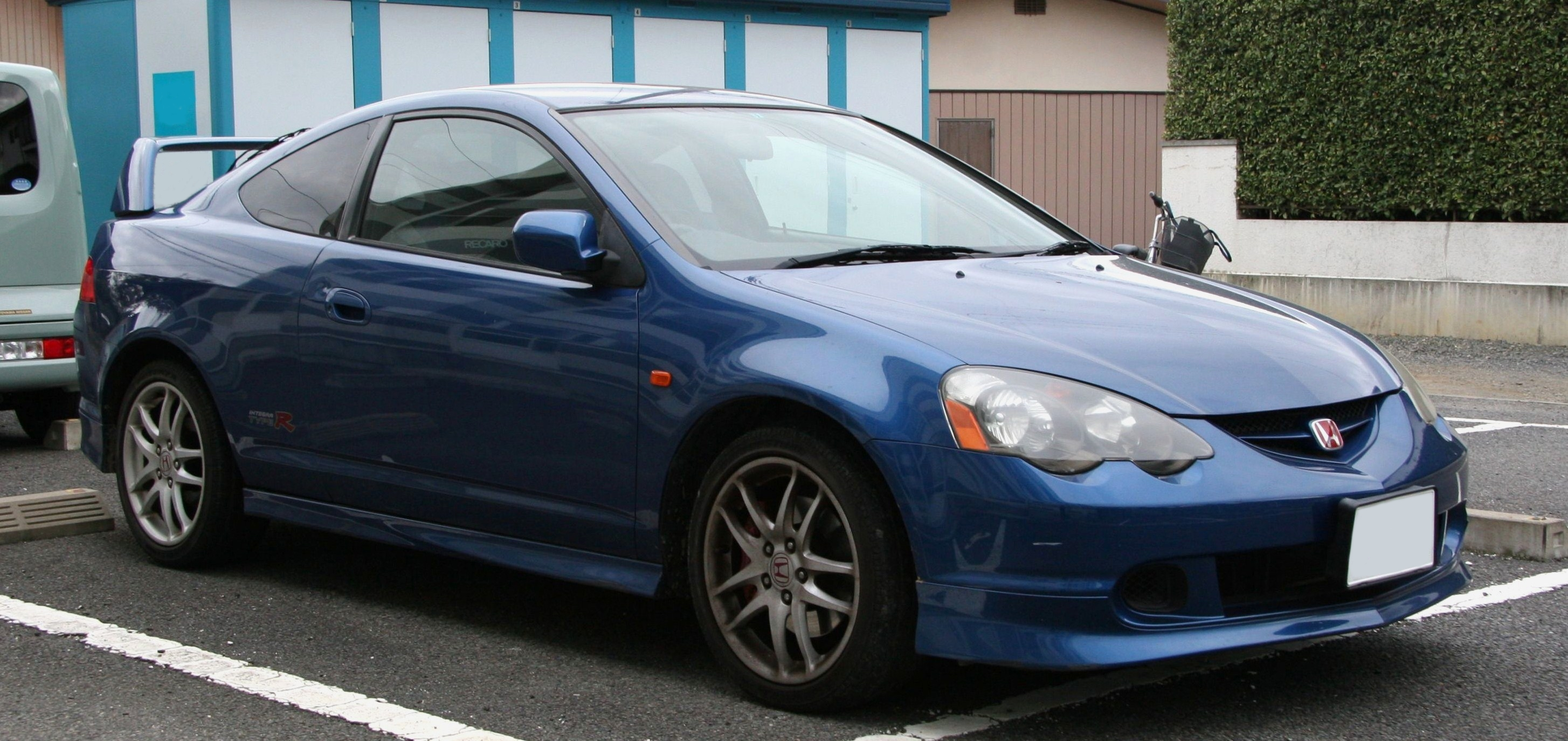
혼다 인테그라 타입 R(전기형) 정측면
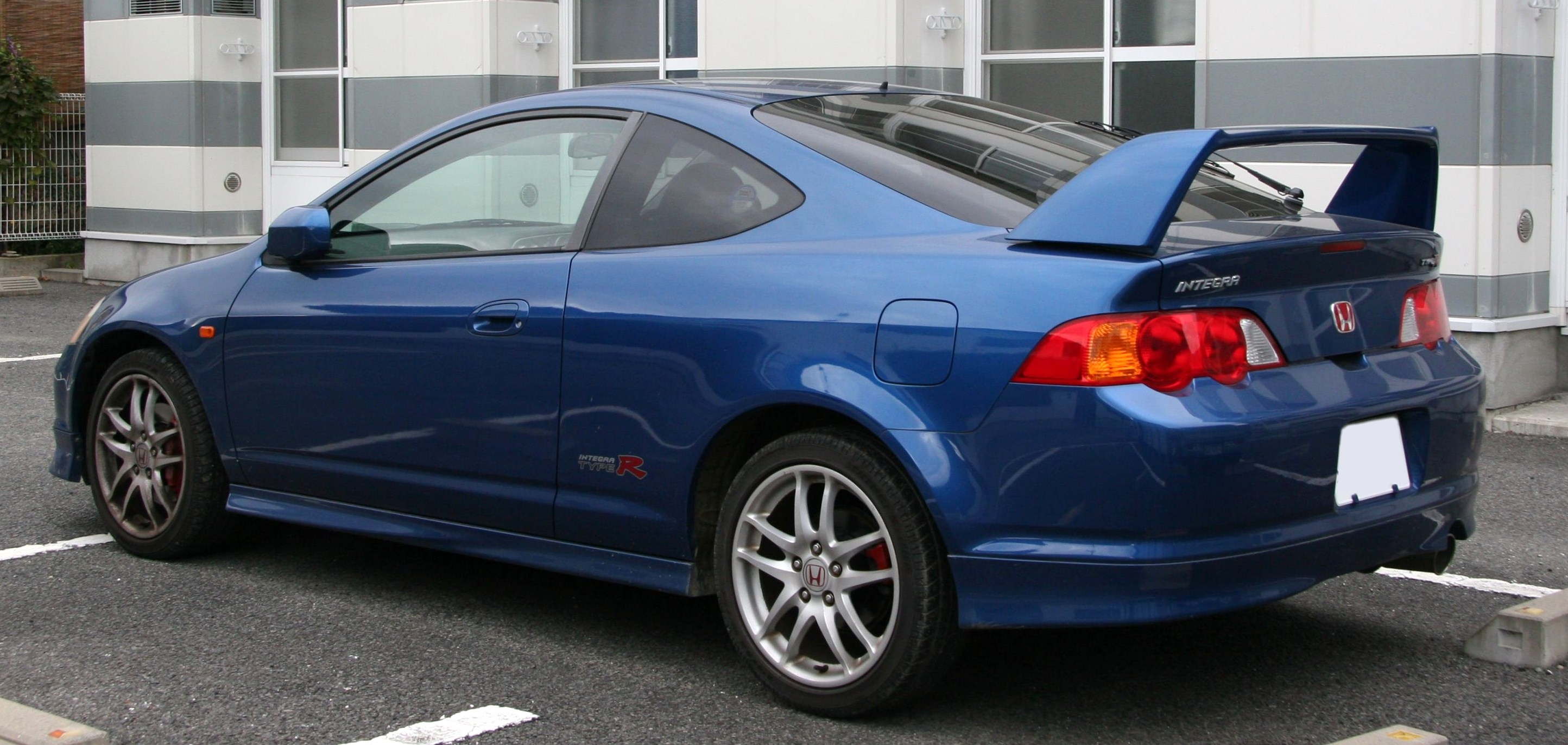
혼다 인테그라 타입 R(전기형) 후측면
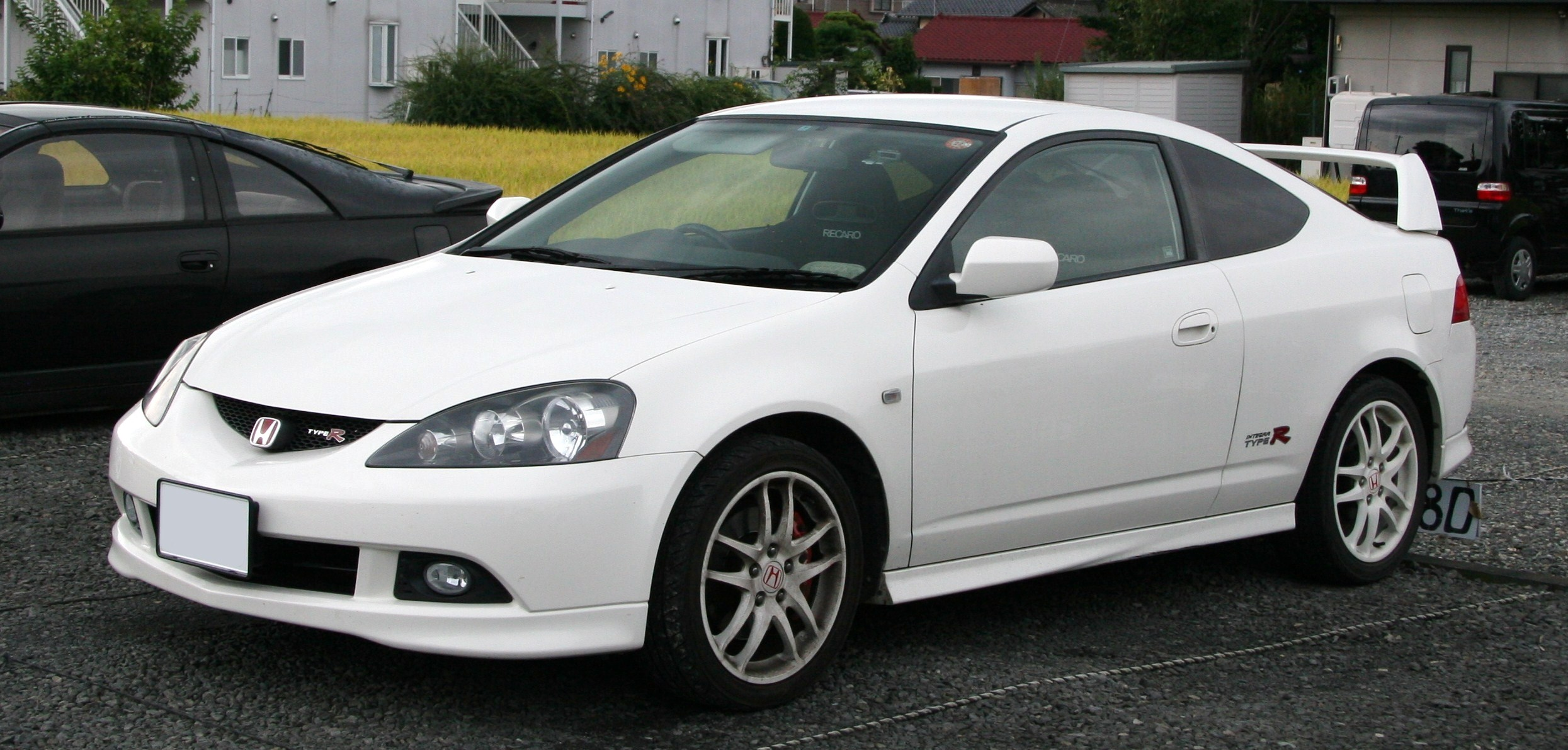
혼다 인테그라 타입 R(후기형) 정측면
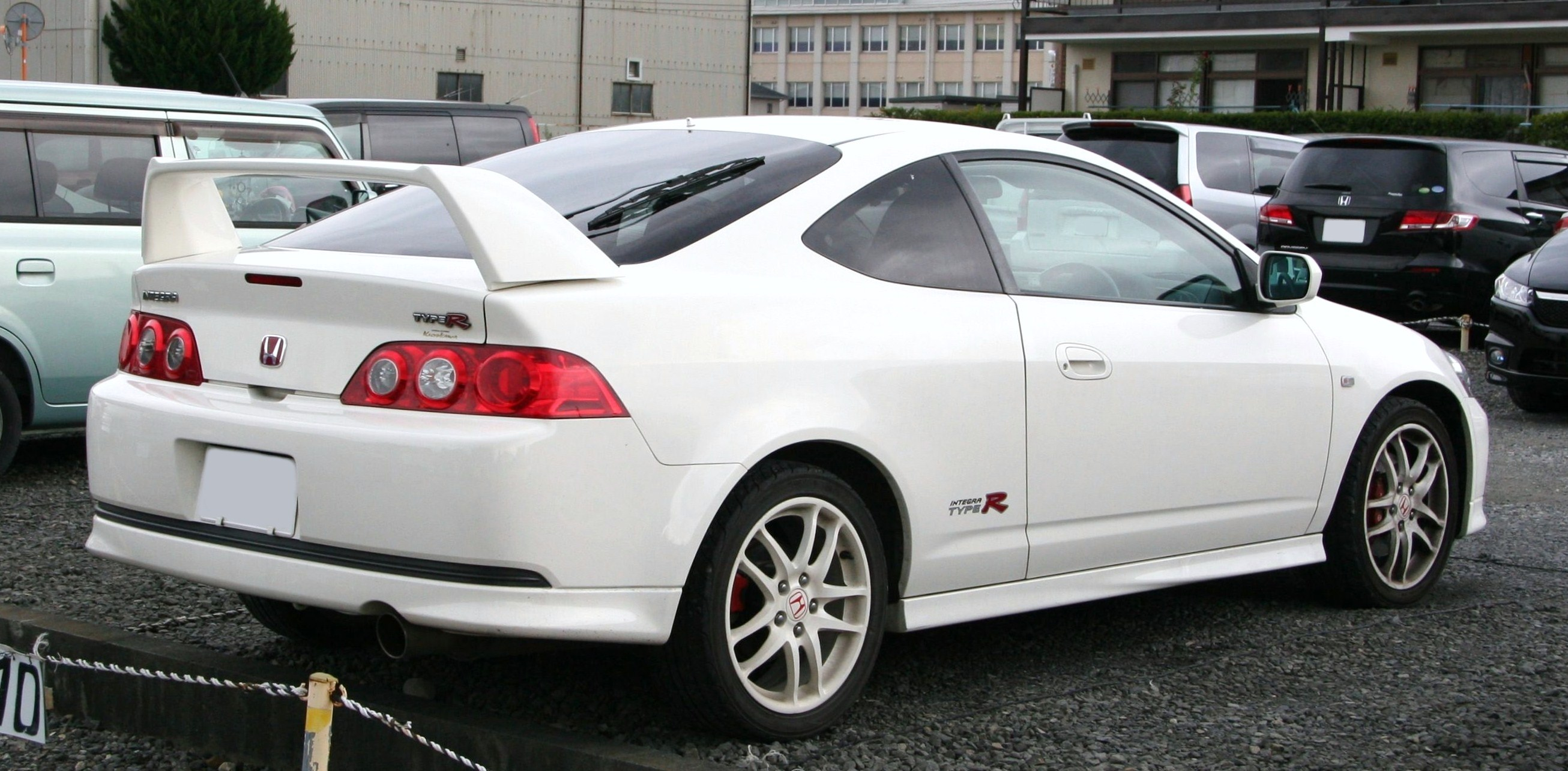
혼다 인테그라 타입 R(후기형) 정측면